# Pratovalle
Pratovalle è una frazione del comune italiano di Loro Ciuffenna, nella provincia di Arezzo, in Toscana.

## Geografia fisica
Il paese di Pratovalle sorge a 566 m s.l.m. in un fondovalle a ridosso del massiccio del Pratomagno, sotto al borgo dell'Anciolina. È raggiungibile deviando a San Giustino Valdarno dalla Strada Provinciale dei Setteponti, che con i suoi 50 km da Reggello conduce ad Arezzo.
Pratovalle è inserito in un territorio di alta collina, caratterizzato da boschi di castagno, roverella e carpino nero. Il paese è lambito da due corsi d'acqua, che prendono il nome proprio dal borgo: dal torrente Agna di Pratovalle, che, poco più a valle, dà origine ai cosiddetti trogòni, caratteristici bacini interconnessi e scavati nella roccia prodotti dall'azione dell'acqua, e da un suo affluente, il Borro di Pratovalle.

## Storia
Il nome del paese, secondo Silvio Pieri, deriva dal latino petra vallis, che, in italiano, significa "valle pietrosa".
Nel 1163, nell'area del paese, erano presenti dei mansi, che facevano parte del più ampio sistema abitativo sparso che era presente fra la via Setteponti e le zone dove si trovavano i terreni seminativi, che hanno rappresentato il primo nucleo del borgo. Nel 1193 è attestata la presenza di un ospedale di proprietà dell'abbazia di Santa Trinita in Alpe. Nel XII secolo Pratovalle entrò a far parte del casato di Guicciardo da Loro. Un documento dell'ex abbazia di Santa Trinita in Alpe del 6 luglio 1240 testimonia la costruzione di un mulino ad acqua, alimentato dal torrente Agna di Pratovalle e dal Borro di Pratovalle e posto lungo il primo corso d'acqua, di cui rimangono i resti: l'abate don Guido attribuì al rettore della chiesa di Santa Maria Assunta a Faeto «l'uso dell'acqua e della ripa del fiumicello Agna ad oggetto di edificarvi un mulino di pertinenza della chiesa predetta». Tale struttura si trova all'esterno del paese, in prossimità della confluenza del Borro del Gattaio nell'Agna di Pratovalle. Il mulino (non è chiaro se il riferimento è a quello prima citato o a quello del XVII secolo) risulta essere stato restaurato nel 1682; nel 1710 era gestito da Antonio Forzoni, proprietario del palazzo Forzoni - Accolti a Casamona, che fece scalpellare a sue spese le nuove macine.
Nel 1329 Bindaccio di Granello Ricasoli, che fu raffigurato nel quadro realizzato in occasione del matrimonio fra Francesco I de' Medici e Giovanna d'Austria, celebrato a Firenze nel 1565, comprò la signoria di Pratovalle dai Guidi e dai Pazzi e, dopo la sua morte, la repubblica di Firenze ne diventò proprietaria. Nel 1564 Cosimo I de' Medici restituì il possedimento ai Ricasoli per ricompensare alcuni membri della famiglia del supporto fornito durante la guerra di Siena.
Dal XVI secolo il borgo, insieme a Faeto, fece parte del comune dell'Anciolina, alla cui economia contribuiva con l'ex mulino ad acqua del 1240. Nel 1631 il paese fu colpito dalla peste e le vittime furono sepolte all'esterno del centro abitato. Nel 1841 il geografo Emanuele Repetti annotava che Pratovalle «dà il nome ad una chiesa parrocchiale (S. Lucia a Prato-Valle) nel piviere di S. Giustino, già di Groppina» e che «vi ebbe costà dominio nel Medio Evo la badia di S. Trinita in Alpi, detta a Fonte benedetta».
La Seconda guerra mondiale provocò molti danni al paese: venne danneggiato il tetto della chiesa di Santa Lucia e il parroco di Casamona, Faeto e Pratovalle, don Dante Ricci, venne catturato presso l'ex canonica della chiesa prima citata e fu torturato e fucilato in fondo a un torrente da una pattuglia di SS l'11 luglio 1944 per non aver rivelato i nomi di partigiani, perseguitati per motivi politici, prigionieri di guerra alleati e slavi durante la loro fuga e renitenti alla leva repubblichina ospitati nell'ex canonica di Faeto. Lo stesso giorno fu ucciso il partigiano Mario Zamponi e il 21 luglio 1944 morì Anna Videschi, bambina di 12 anni che fu colpita dalla scheggia di una bomba. La zona fra il paese e l'Anciolina, durante il conflitto, ebbe un ruolo significativo e, lungo i sentieri che si trovano in quest'area boschiva, ci fu lo scontro fra partigiani e tedeschi. Quest'ultimo, in particolare, avvenne nel "cammino partigiano", percorso, voluto dall'ANPI (Associazione Nazionale Partigiani d'Italia) Valdarno e dal Comune di Loro Ciuffenna, della durata di quattro ore, che raggiunge l'Anciolina e l'area della Panoramica (Loro Ciuffenna).

## Monumenti e luoghi d'interesse

### Architetture religiose
Chiesa di Santa Lucia

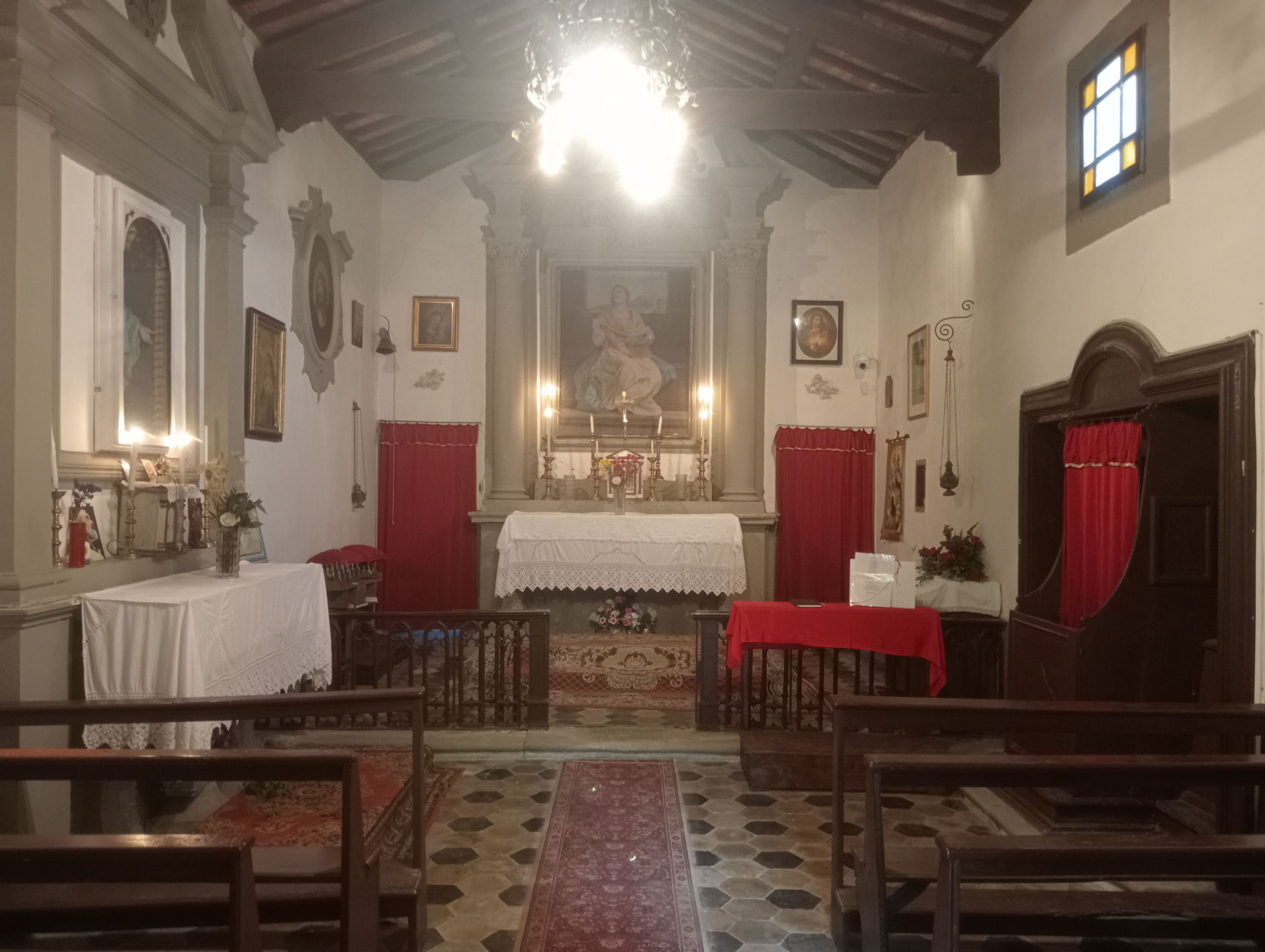
Presbiterio della chiesa di Santa Lucia con l'altare maggiore, che conserva un quadro raffigurante la santa

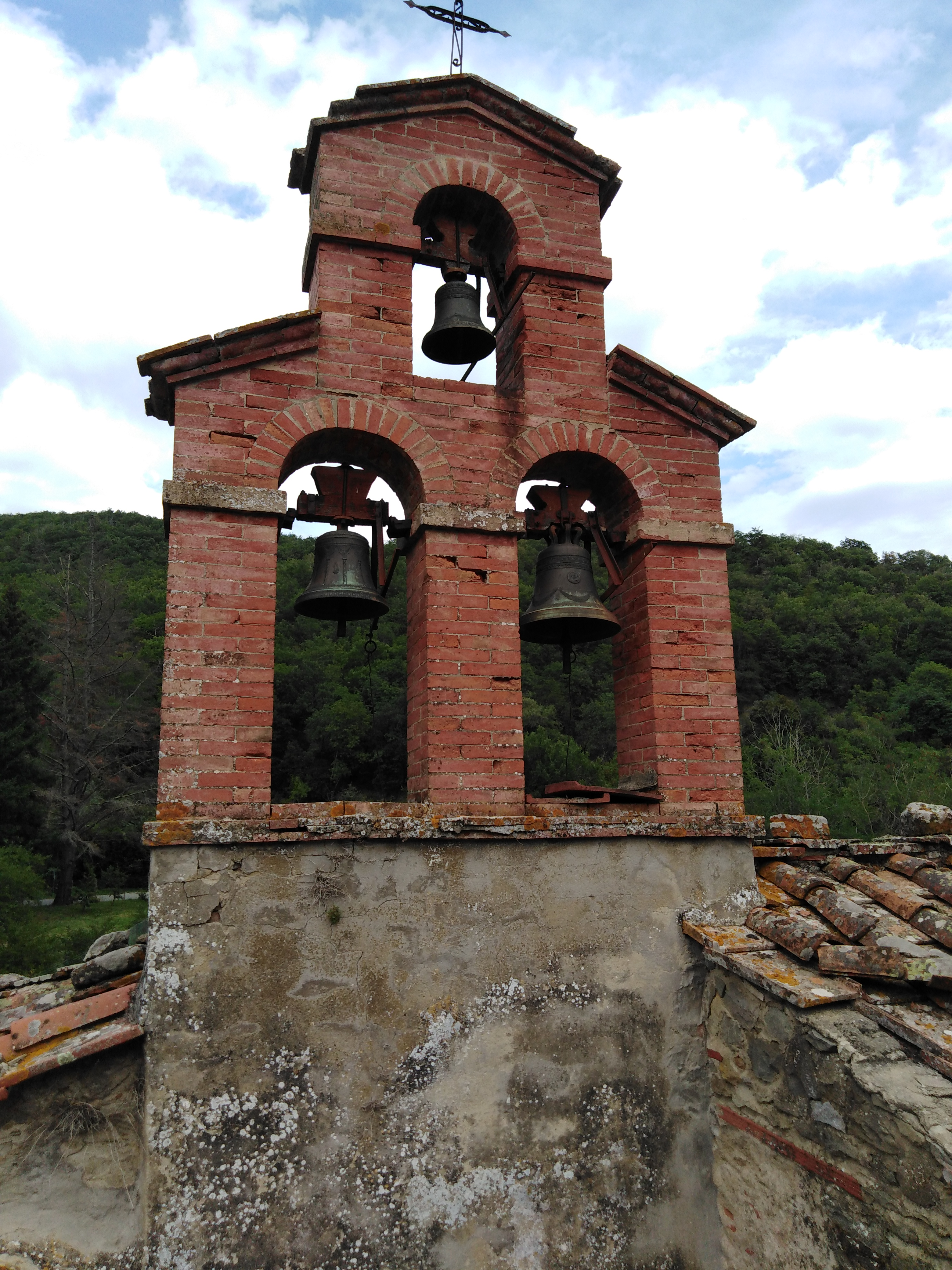
Campanile della chiesa di Santa Lucia

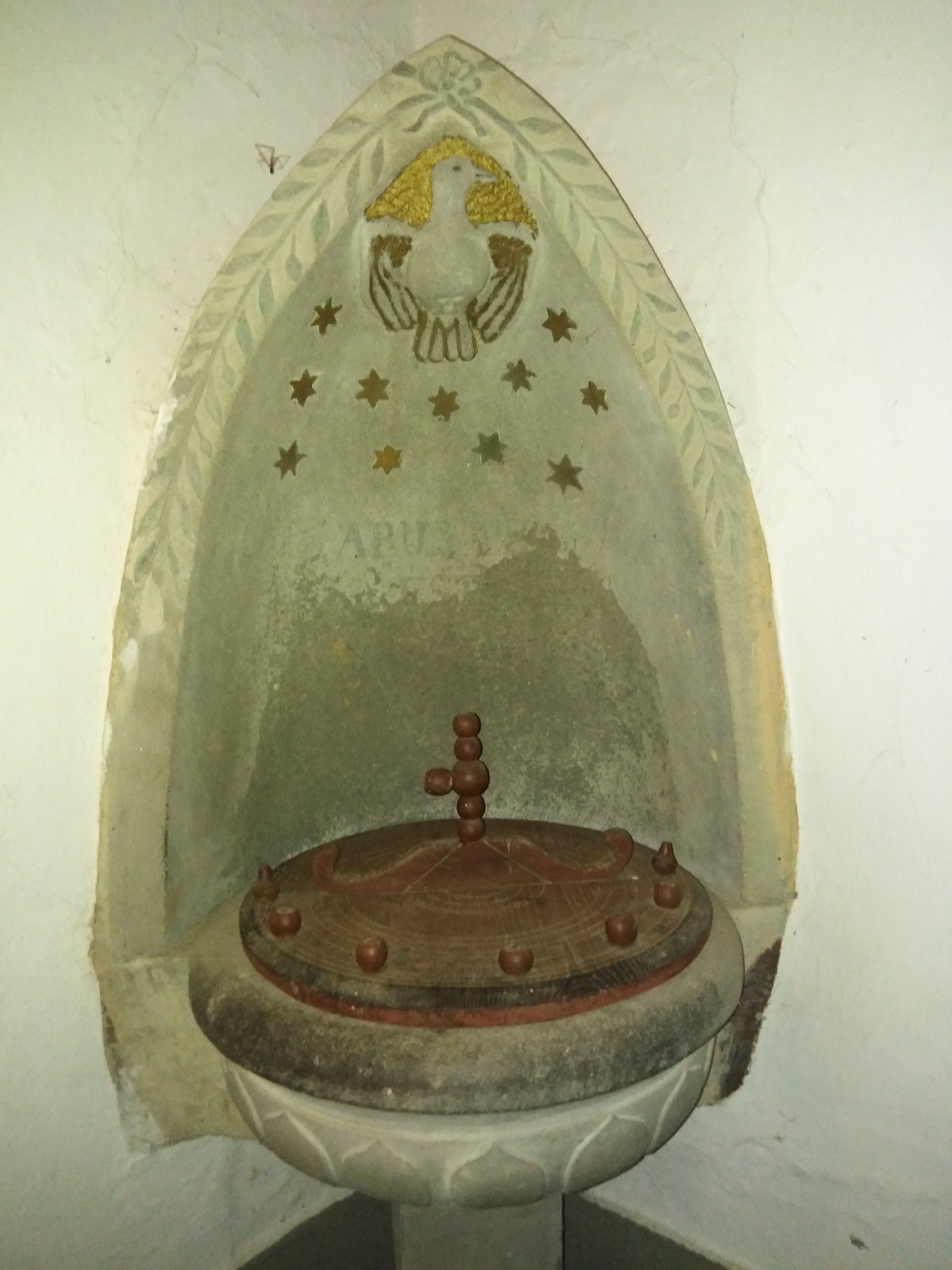
Fonte battesimale della chiesa di Santa Lucia

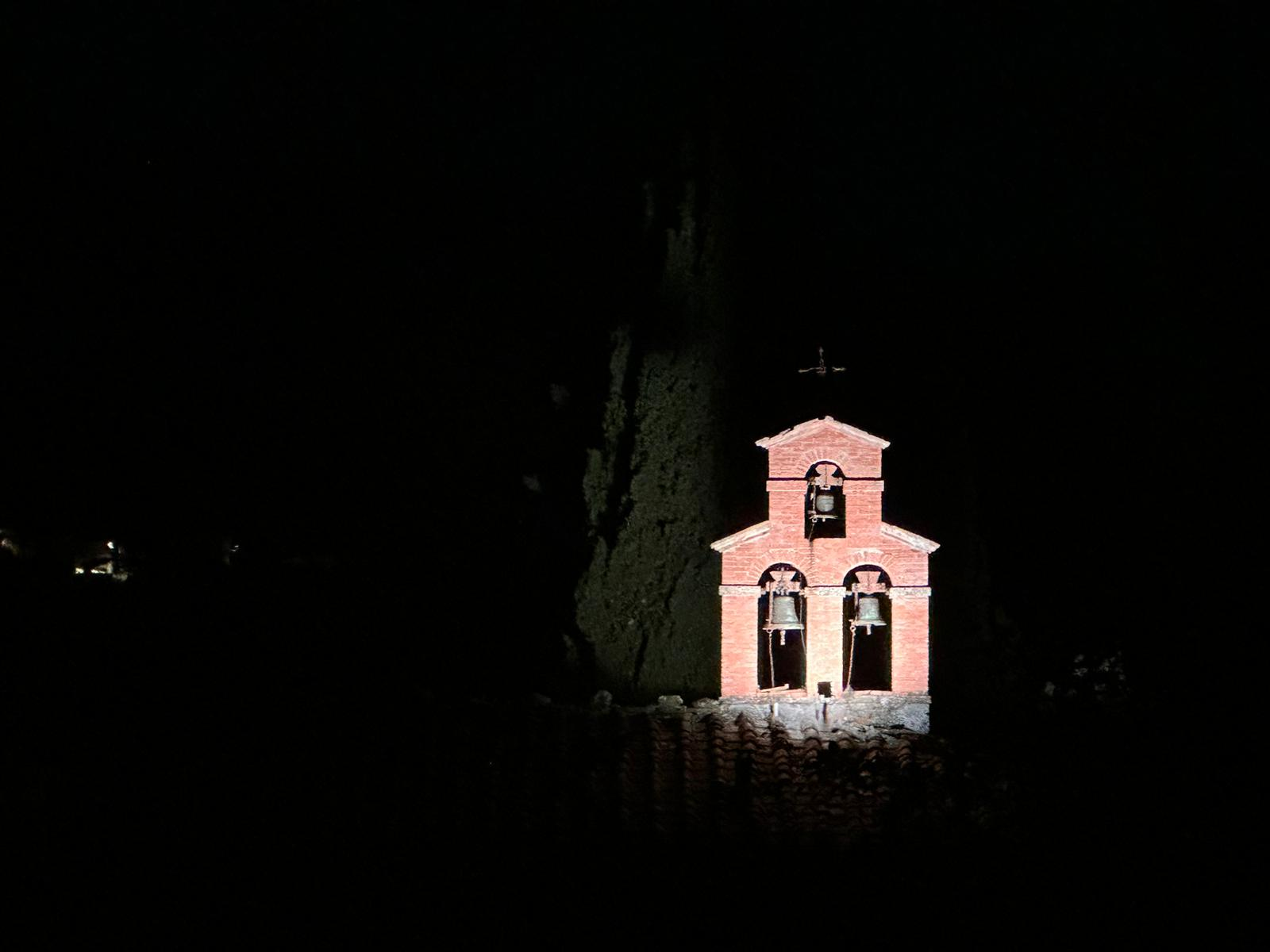
Vista serale del campanile della chiesa di Santa Lucia illuminato da via Poggio a Ronco

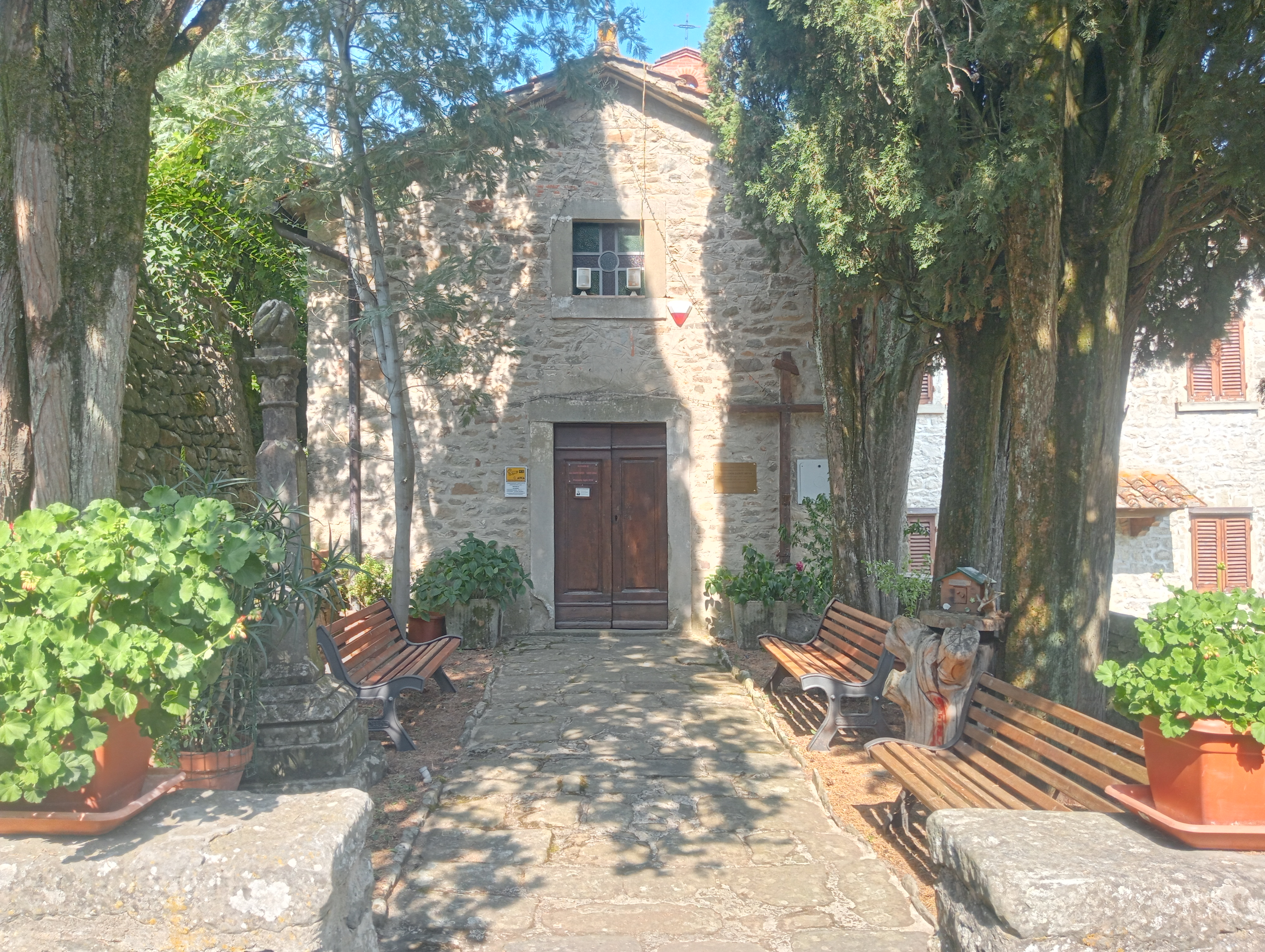
Facciata della chiesa di Santa Lucia e Parco della Rimembranza della Prima guerra mondiale di Pratovalle e Roveraia/piazzetta don Dante

La chiesa di Santa Lucia, la cui presenza è attestata almeno dal 1709, è stata restaurata alla fine della Seconda guerra mondiale, quando delle bombe avevano distrutto il tetto dell'edificio. Fu parrocchia autonoma fino al 1974, quando fu unita alla parrocchia di Santa Maria a Faeto "aeque principaliter". Successivamente fu inglobata nella parrocchia di San Giustino a San Giustino Valdarno. L'interno è in stile neoclassico ed è caratterizzato dalla presenza di cornici realizzate con stucchi. Queste contengono alcune immagini sacre, fra cui quella raffigurante Gesù giovinetto fra Maria e San Giuseppe. Sono presenti due altari, uno principale e uno laterale. Nel primo, che riporta la scritta "altare privilegiato", si trova un quadro che raffigura Santa Lucia, patrona del paese, seduta davanti a una finestra che inquadra un paesaggio in cui si riconosce una pieve romanica. Nel secondo è presente un'edicola che contiene una statua della Madonna. La chiesa conserva un antico fonte battesimale in pietra serena con volta fregiata, sulla cui sommità è presente il simbolo dello Spirito Santo. Esternamente presenta murature in pietra e un campanile a vela a due livelli che ospita tre campane a corda, due nel livello inferiore e una in quello superiore.
Ex chiesa della Vecchia Compagnia

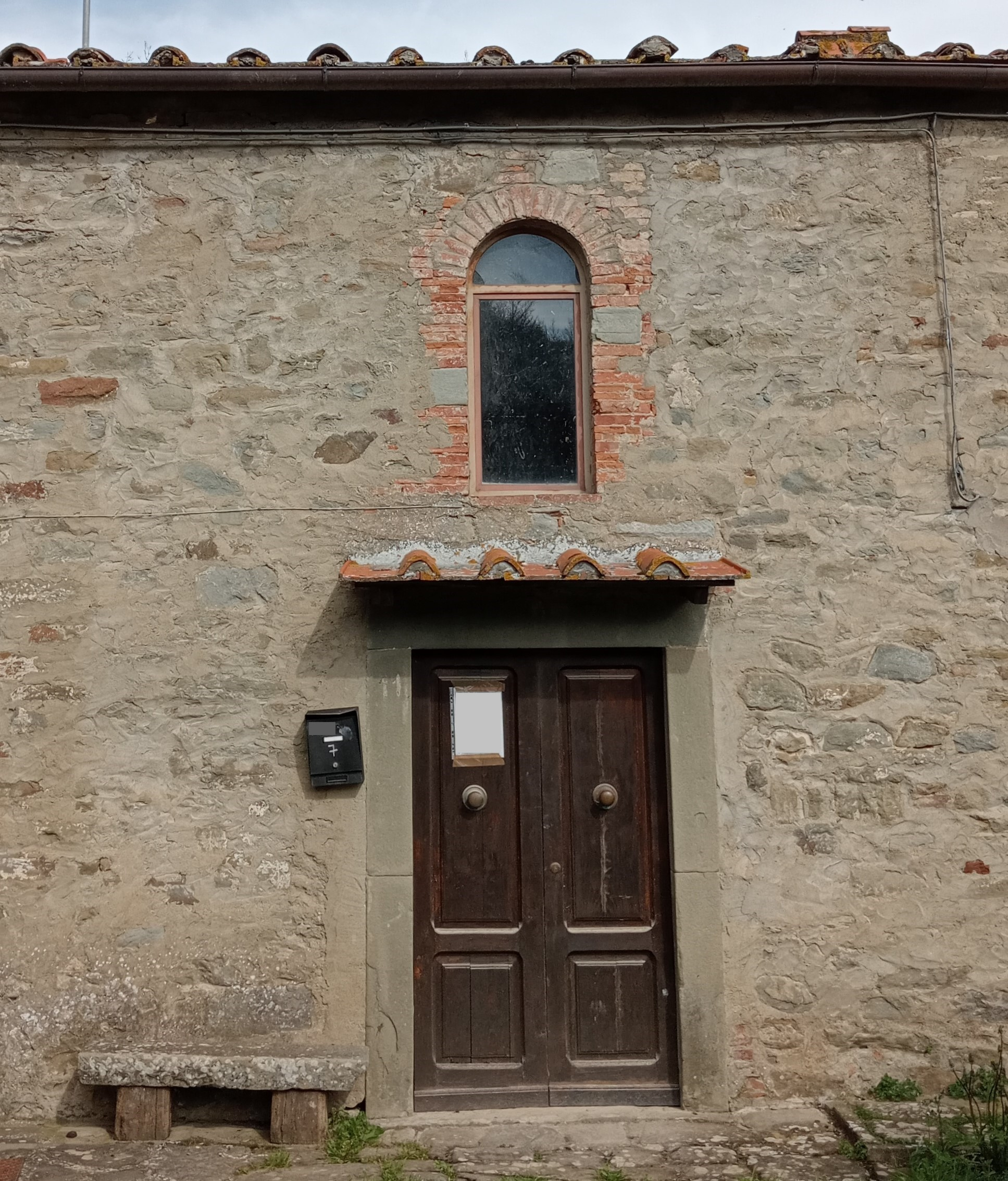
Facciata dell'ex chiesa della Vecchia Compagnia

Una più antica chiesa dedicata a Santa Lucia, la cui presenza è attestata almeno dal 1374 e che ha assunto l'aspetto attuale nel XVII secolo, si trova all'interno del borgo, affacciata sulla piazzetta della Vecchia Compagnia. L'edificio è stato convertito in abitazione privata e sconsacrato negli anni Settanta del XX secolo. Era la sede della Compagnia, congregazione laica di ispirazione cattolica formata dagli uomini del paese, fondata nel Medioevo ed esistita fino al 1958 circa, che guidava le processioni che si svolgevano a Pratovalle in occasione delle feste religiose, come quella che veniva organizzata il 13 dicembre in onore di Santa Lucia, e che si occupava della manutenzione della chiesa. L'edificio conserva ancora il piccolo campanile a vela con una campana.
Edicole votive
All'interno del borgo, in particolare nel "borguccio", la parte medievale del paese, si trovano due madonnini: uno in prossimità dell'arco di accesso e l'altro nei pressi dell'ex chiesa della Vecchia Compagnia. In un terreno di proprietà privata detto "cimitero vecchio", poco fuori il paese, si trova il Madonnino della Peste, risalente al 1631 e così chiamato perché sorge nel luogo dove vennero seppellite le vittime della peste di Pratovalle. Sempre in prossimità del paese, lungo via Poggio a Ronco, si trova un altro madonnino, che risale alla fine degli anni Sessanta del XX secolo, che venne costruito a ricordo della Maestà di Caneto.
Maestà di Caneto

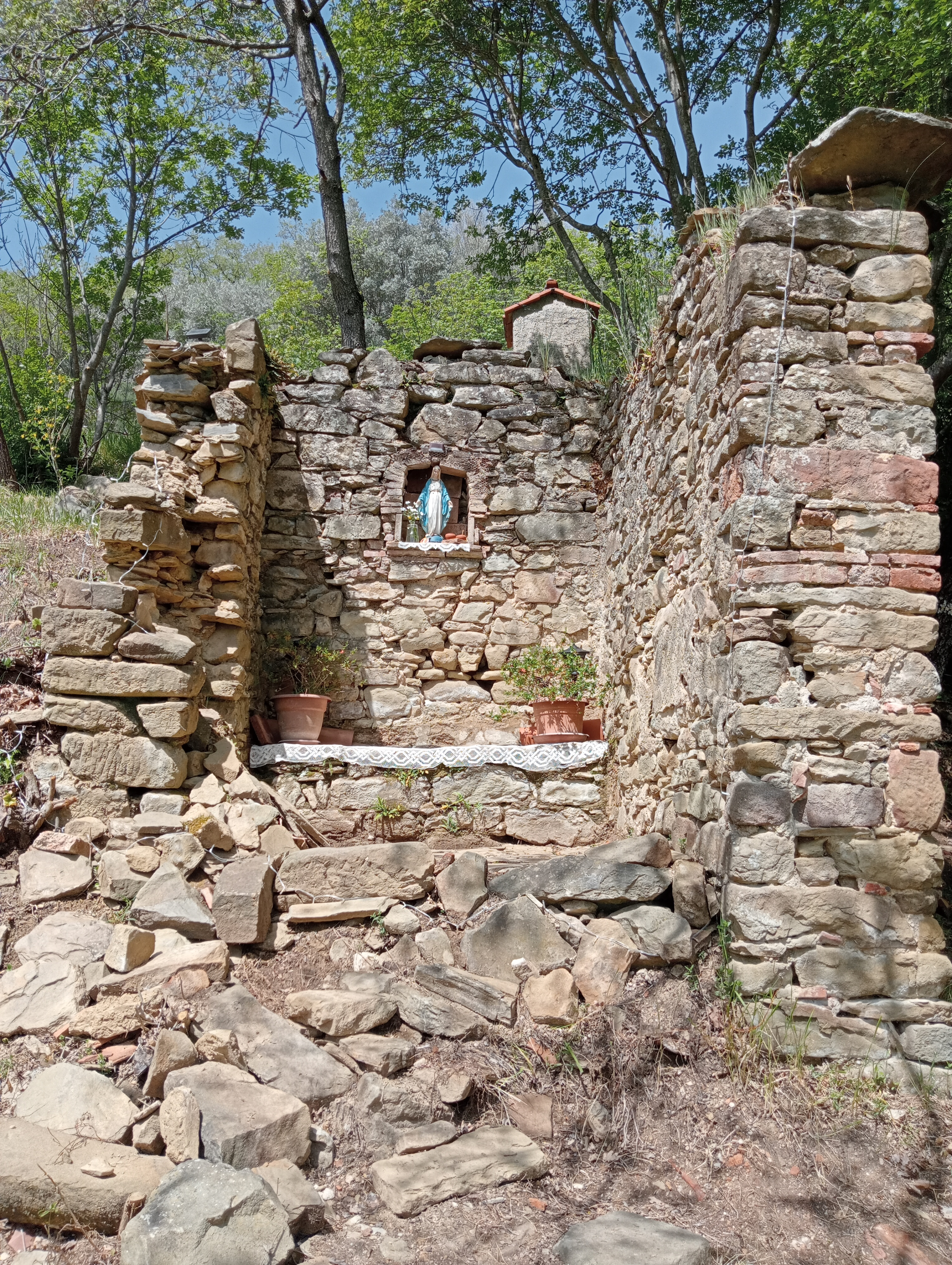
Ruderi della Maestà di Caneto

Nei pressi del madonnino di Pratovalle, posto lungo via Poggio a Ronco, si trovano i resti della Maestà di Caneto, cappella che venne edificata in occasione della peste del 1631. Era dedicata alla Madonna e a Sant'Antonio, San Rocco o San Sebastiano, che erano dei santi che proteggevano dalla peste. La cappella, che crollò parzialmente nel 1966, si trovava lungo il percorso dell'antico sentiero che conduceva a San Giustino Valdarno.

### Architetture civili

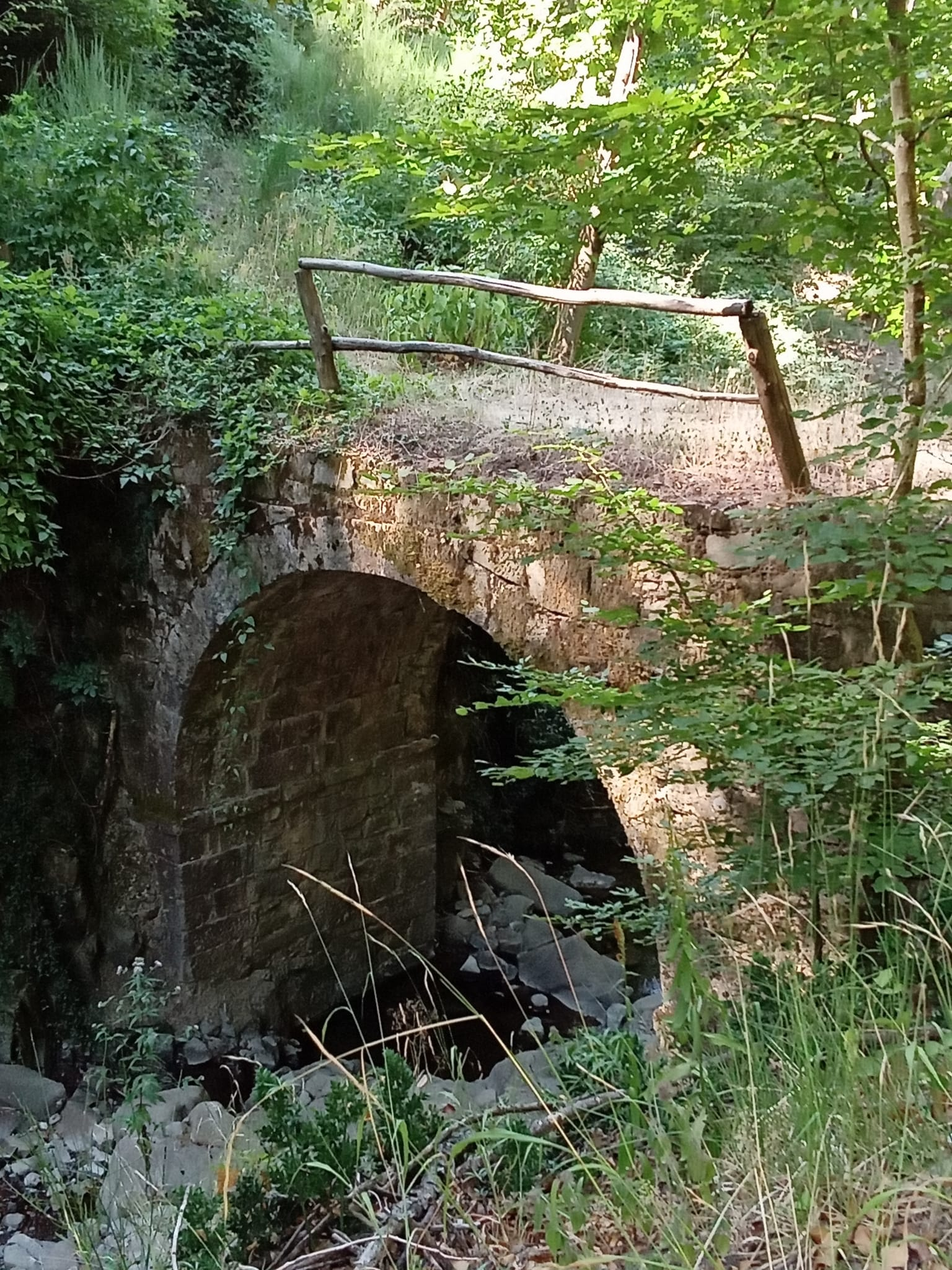
Ponte di Annibale

In fondo a via della Fonte è presente un arco medievale che dà accesso al "borguccio", la parte medievale del paese. Nei pressi del cimitero di Pratovalle e Roveraia si trova un cippo, restaurato nel 2023 nell'ambito della realizzazione del "cammino partigiano", che ricorda il luogo dove, l'11 luglio 1944, durante la Seconda guerra mondiale, venne ucciso il partigiano Mario Zamponi, dopo essere stato ferito dall'esercito tedesco presso il castagneto "le Salvinesi", posto fra l'Anciolina e Pratovalle. All'interno del cimitero di Pratovalle e Roveraia si trova un cippo in memoria di Anna Videschi, bambina di 12 anni morta il 21 luglio 1944, durante la Seconda guerra mondiale, che fu colpita dalla scheggia di una bomba.
Davanti alla chiesa di Santa Lucia si trova il Parco della Rimembranza della Prima guerra mondiale di Pratovalle e Roveraia, realizzato nel 1925 e costituito da una piazzetta ombreggiata da cinque cipressi, che in origine erano sette, corrispondenti al numero dei morti di entrambi i paese durante il conflitto, i cui nomi sono ricordati nel monumento ai caduti: «Pratovalle e i suoi eroi 1915-18/Verzucoli Adolfo/Lapini Paolo/Scolari Egisto/Fini Guido/Carri Santi/Mori Giuseppe/Castellucci Giuseppe/1925». Nel 2022 l'area è stata intitolata a don Dante Ricci (piazzetta don Dante) e, nel 2024, sono state inaugurate due lastre, poste sulla facciata della chiesa di Santa Lucia, in memoria del parroco prima citato.

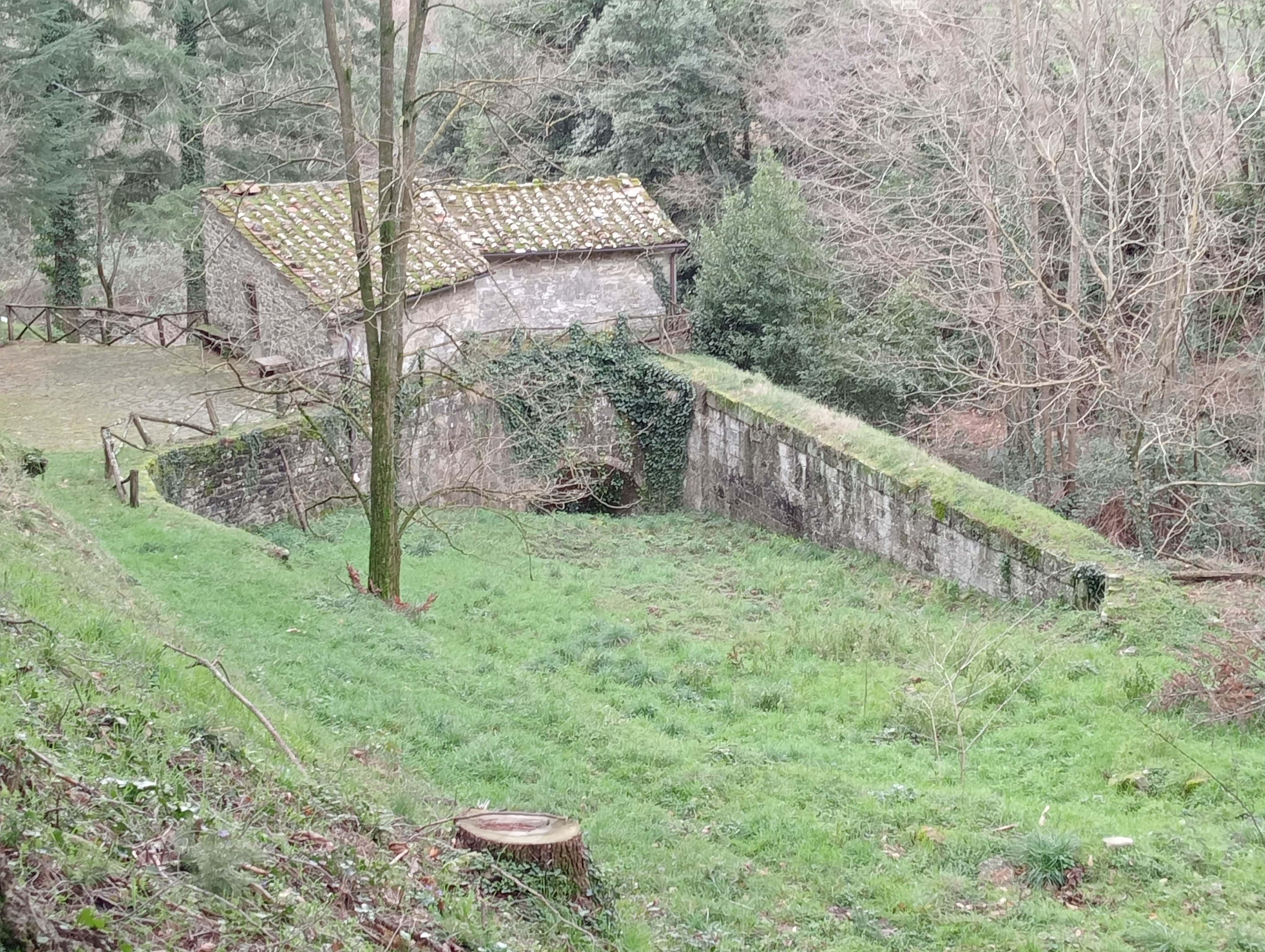
Mulino costruito nel XVII secolo alimentato dal torrente Agna di Pratovalle

A Pratovalle sono inoltre presenti due lavatoi in pietra: uno si trova lungo il corso dell'Agna di Pratovalle, all'altezza del castagneto che è presente nei pressi del ponte posto lungo la Strada della Cortona, e un altro in via della Fonte, adiacente alla vecchia fonte. Nei pressi del paese, raggiungibile dalla strada che parte dal cimitero di Pratovalle e Roveraia, si trova il ponte di Annibale, la cui presenza è documentata almeno dal 1765, che attraversa il Borro di Bagnolo e su cui, secondo la tradizione locale, sarebbe passato Annibale nel 217 a.C. Nel XVII secolo fu costruito un mulino ad acqua alimentato dal torrente Agna di Pratovalle, rimasto attivo fino al 1965, che successivamente è stato convertito in abitazione privata. Ha conservato le macine e i resti della vecchia gora.

## Società

### Evoluzione demografica
Secondo il geografo Emanuele Repetti, la popolazione di Pratovalle ammontava nel 1833 a ben 179 abitanti, mentre nel 1841 il territorio della parrocchia di Santa Lucia a Pratovalle, che comprendeva anche Roveraia, aveva 210 residenti. Nel 2006 il paese registrava 28 residenti. Al censimento ISTAT del 2011 Pratovalle contava 27 abitanti. 

### Tradizioni e folclore
Il 13 dicembre viene festeggiata Santa Lucia, patrona del paese. Fino alla metà degli anni Sessanta del XX secolo nel pomeriggio veniva celebrata la messa nella chiesa di Santa Lucia e successivamente si svolgeva una processione, formata dai pratovallini e guidata dai membri della Compagnia, che arrivava alla Maestà di Caneto e tornava al paese, mentre oggi viene celebrata solamente la messa.
La sera del 14 agosto, per la festa di Santa Maria Assunta, patrona di Faeto, dal paese parte uno dei due gruppi di fedeli che lentamente confluiscono verso Faeto, dove, nella piazzetta don Dante Ricci, viene celebrata la messa.

## Cultura

### Arte

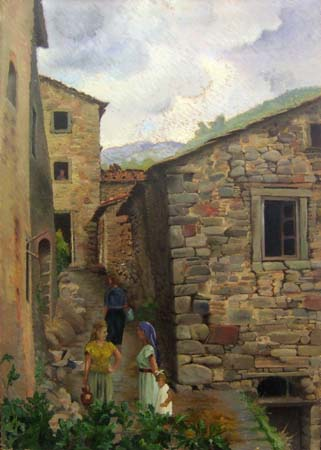
Valentino Ghiglia, Chiacchiere alla fonte (1950)

Due dei figli del pittore Oscar Ghiglia, Paulo e Valentino Ghiglia, nel corso del XX secolo hanno frequentato il paese, soprattutto durante il periodo estivo. Valentino Ghiglia, che frequentò Pratovalle fra gli anni Trenta e gli anni Cinquanta del XX secolo, ne rappresentò molti scorci nei suoi quadri. Tra i vari dipinti si ricordano Porta (1939), Veduta di paese con ragazzo (1940), Ritratto di Mario Galli (1941), Scorcio di via con figure (1942) e Chiacchiere alla fonte (1950).
L'artista Pietro Cioni, nato il 18 luglio 1945 da una famiglia di ristoratori e residente a Loro Ciuffenna, allievo di Venturino Venturi, visse la sua infanzia a Pratovalle, dove vivevano i suoi nonni, tanto da utilizzare come nome d'arte quello di Pietro Pratovalle. Sulle pareti del primo piano dell'ex mulino del XVII secolo sono presenti delle decorazioni pittoriche da lui realizzate.

## Geografia antropica
Nei pressi di Pratovalle si trova il borgo di Roveraia, di proprietà della Regione Toscana, il cui nome deriva dal latino robur, che, in italiano, significa "rovere". La presenza del paese è attestata fin dal Medioevo, periodo in cui era presente una torre. Durante la Seconda guerra mondiale fu sede di un'importante base partigiana, motivo per cui il borgo fu distrutto per mano dell'esercito tedesco. Inoltre alcuni edifici del nucleo furono bombardati. Fu ricostruito e in seguito abbandonato fra gli anni Sessanta e Ottanta del XX secolo. Attualmente il paese si trova in stato ruderale. Il luogo di sepoltura degli abitanti di Roveraia, in cui non era presente nessuno spazio adibito a tale scopo, era il cimitero di Pratovalle e Roveraia, che si trova all'esterno dell'abitato di Pratovalle.

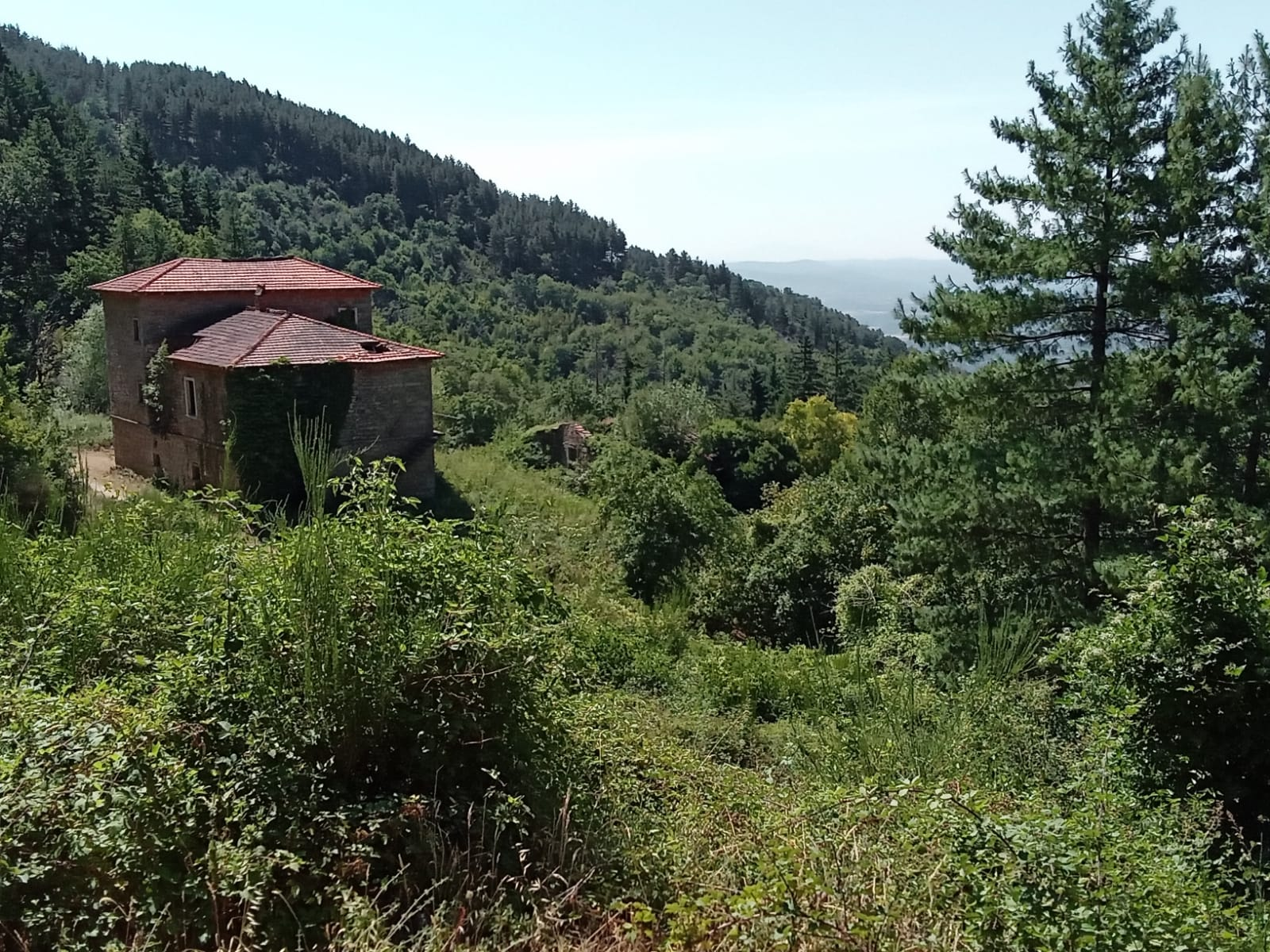
Borgo fantasma di Roveraia

Nativo e abitante di Roveraia era Rinaldo Mori (1903 - 1944), che morì il 6 agosto 1944 mentre stava disinnescando una mina inesplosa del secondo conflitto mondiale lungo la Strada Comunale di Campogialli (Terranuova Bracciolini).

## Economia
Le attività del passato erano strettamente legate alla configurazione del territorio, con un'economia legata alle castagne e allo sfruttamento del legname. La rilevanza della prima attività è testimoniata dalla presenza, nel XIX secolo, di tre seccatoi all'interno del paese  e da quella, lungo il "cammino partigiano", di due castagneti: le Salvinesi e la Selva Grande. Importanti coltivazioni erano anche gli oliveti e i vigneti ricavati sui terrazzamenti ancora visibili all'esterno dell'abitato, in particolare lungo via Poggio a Ronco. I corsi d'acqua che lambiscono il paese consentivano il funzionamento dei due mulini ad acqua, che erano fondamentali per l'economia del borgo. Una fonte di sostentamento era l'allevamento ovino. Il grano e i legumi, fino alla Seconda guerra mondiale, venivano seminati in pianelli e terrazzamenti ricavati all'interno dei boschi, soprattutto di arbusti e di roverella, di cui oggi rimangono i resti. Tale pratica agricola, che consentiva di aumentare la superficie coltivata, è detta sistemazione a ronco ed era diffusa soprattutto nella zona fra Pratovalle e San Giustino Valdarno. Per tale motivo la strada che unisce le due frazioni si chiama "via Poggio a Ronco".